# Cassida ferruginea
Cassida ferruginea är en skalbaggsart som beskrevs av Johann August Ephraim Goeze 1777. Cassida ferruginea ingår i släktet Cassida, och familjen bladbaggar. Enligt den svenska rödlistan är arten sårbar i Sverige. Arten förekommer på Gotland och Svealand. Arten har tidigare förekommit i Götaland men är numera lokalt utdöd. Artens livsmiljö är jordbrukslandskap, havsstränder.